# Osnovni šamanizem
Jedrni ali osnovni šamanizem, je oblikoval ameriški antropolog Michael Harner. Core-šamanizem se oslanja na izkušnje iz šamanskih potovanj in ne temelji na togo postavljenih sistemih različnih dogem. Te izkušnje so dostopne vsakemu človeku, srečamo jih v prvotnih kulturah kot tudi v izkušnjah, ki jih opisuje Carlos Castaneda. Predpogoj za doživetje šamanske izkušnje je spremenjeno stanje zavesti, ki ga lahko induciramo-povzročimo z uživanjem halucinogenih rastlin ali z monotonimi ritmi perkusij. 

V ta namen Harner in sodelavci organizacije The Foundation for Shamanic Studies največkrat uporabljajo bobne ali ropotulje, tipična frekvenca udarca na boben je okoli 220 /min. V tem spremenjenem stanju zavesti (angl. "SSC-Shamanic State of Concsciousness") smo bolj dovzetni za sicer nevidno iz "nevsakdanje realnosti", kakor jo je poimenoval Castaneda. Na šamanskih potovanjih v nevsakdanjo realnost pridejo ljudje v stik s spiritualnimi bitji v obliki živali (Živali Moči) ali bitji v podobi človeka (Učitelj). Kot pri šamanih prvotnih kultur, je tudi pri core-šamanizmu namen tega stika pridobivanje spiritualne moči, pomoči in zdravljenja.

## Kritika
Core šamanizem, ki se je razširil po celem svetu, je pogosto kritiziran kot "spiritualna kraja" znanja prvotnih kultur, prav tako pa tudi zaradi nastanka tako imenovanega 'Plastičnega šamana' (Noel/Wallis). Najnovejše raziskave pa kažejo, da je izraz Šaman bil uporabljan med posamezniki in skupinami skozi tisočletja in ga ne moremo pripisati eni sami etniji, skupini ali kulturi (Jones).